# Козмин-Велькопольский (гмина)
Козмин-Велькопольский (пол. Koźmin Wielkopolski) — гмина (волость) в Польше, входит как административная единица в Кротошинский повет, Великопольское воеводство. Население — 13 791 человек (на 2008 год).

## Сельские округа
1. Боженцице
2. Бялы-Двур
3. Боженцички
4. Цегельня
5. Чарны-Сад
6. Дембёгура
7. Галонзки
8. Госцеев
9. Гуречки
10. Юзефув
11. Канев
12. Липовец
13. Мокронос
14. Нова-Обра
15. Орля
16. Погожалки-Вельке
17. Сапежын
18. Серафинув
19. Скалув
20. Станев
21. Стара-Обра
22. Сусня
23. Шиманув
24. Татары
25. Валерянув
26. Валкув
27. Вроткув
28. Вырембин

## Прочие поселения
1. Дымач
2. Мыцелин
3. Паниволя
4. Псе-Поле
5. Орлинка
6. Клятка
7. Могилка
8. Погожалки-Мале
9. Дембувец

## Соседние гмины
1. Гмина Борек-Велькопольски
2. Гмина Добжица
3. Гмина Ярачево
4. Гмина Яроцин
5. Гмина Кротошин
6. Гмина Погожеля
7. Гмина Роздражев